# Entero cuadrático
Los enteros cuadráticos, en los predios de la  teoría de números, son una generalización de los enteros racionales a los cuerpos cuadráticos. Entre  ejemplos importantes,  se mencionan los enteros gaussianos y los enteros de Eisenstein.  Aunque han sido estudiados, en un lapso mayor de cien años, muchos problemas continúan  en ayunos de  solución.

## Definición
Los enteros cuadráticos son soluciones de la forma:
x2 + Bx + C = 0
para enteros B y C. Tales soluciones tienen la forma a + ωb, donde a, b son enteros, y donde ω está definido mediante:
{\displaystyle \omega ={\begin{cases}{\sqrt {D}}&{\mbox{si }}D\equiv 2,3{\pmod {4}}\\{{1+{\sqrt {D}}} \over 2}&{\mbox{si }}D\equiv 1{\pmod {4}}\end{cases}}}
(D es un entero libre de cuadrados).
Esta caracterización fue dada por primera vez por Richard Dedekind en 1871. Fijando un entero libre de cuadrados D, el anillo de enteros cuadráticos ℤ[ω] = {a + ωb ÷ a, b ∈ ℤ} es un subanillo del cuerpo cuadrático Q(√D). Por otra parte, ℤ[ω] es la clausura integral de ℤ en Q(√D). En otras palabras, es el anillo de enteros {\displaystyle \scriptstyle {\mathcal {O}}_{\mathbf {Q} ({\sqrt {D}})}} de Q(√D) y por lo tanto un dominio de Dedekind.

## Ejemplos
- Un ejemplo clásico es Z[√-1], los enteros gaussianos, que fueron introducidos por Carl Friedrich Gauss alrededor de 1800 para el establecimiento de su ley de reciprocidad bicuadrática.[3]
- Los elementos en {\displaystyle {\mathcal {O}}_{\mathbf {Q} ({\sqrt {-3}})}=\mathbf {Z} \left[{{1+{\sqrt {-3}}} \over 2}\right]} son llamados enteros de Eisenstein.
- En cambio, Z[√-3] no es un dominio de Dedekind.

## Número de clase
Equipados con la norma
N(a + b√D) = a2 - Db2,
{\displaystyle \scriptstyle {\mathcal {O}}_{\mathbf {Q} ({\sqrt {D}})}} es un dominio euclídeo (y a fortiori, un DFU) donde D = -1, -2, -3, -7, -11. Por otro lado, resulta que Z[√-5] no es un DFU porque, por ejemplo, 6 tiene dos factorizaciones distintas en elementos irreducibles:
6 = 2(3) = (1 + √-5)(1 - √-5)
(De hecho, Z[√-5] tiene número de clase 2.) El fallo de la factorización única permitió a Ernst Kummer y Dedekind desarrollar una teoría que podría ampliar el conjunto de los "números primos"; el resultado fue la noción de ideales y la descomposición de ideales mediante ideales primos.
Siendo un dominio de Dedekind, un anillo de enteros cuadráticos es un DFU si y sólo si éste es un dominio de ideal principal ( i.e., si su número de clase es uno.) Sin embargo, hay anillos de enteros cuadráticos que son dominios de ideales principales y no son dominios euclídeos. Por ejemplo, Q[√-19] tiene número de clase 1 pero su anillo de enteros no es euclídeo. Existen métodos efectivos para calcular grupos de clases ideales de anillos de enteros cuadráticos, pero muchas preguntas teóricas sobre sus estructuras todavía siguen abiertas después de cien años.